# Bilbao Athletic
A Bilbao Athletic, más néven Athletic Club B spanyol labdarúgócsapatot 1964-ben alapították Bilbao városában, a 2016-17-es idényben a harmadosztályban szerepelt. Az Athletic Club tartalékcsapata.

## Története
A klubot 1964-ben alapították, rögtön az Athletic Club tartalékcsapataként. Eleinte regionális bajnokságokban szerepelt, majd nem sokkal később a harmad- és a másodosztályba is feljutott.
Érdekesség, hogy az 1983-84-es szezonban két olyan klub (a Real Madrid Castilla és a Bilbao Athletic) végzett az első két helyen, amelyek egyike sem volt jogosult a feljutásra.
Ha nem tartalékcsapat lenne, akkor a Bilbao Athletic még egyszer, az 1989-90-es szezon végén juthatott volna fel, amikor a harmadik helyen végzett. 1996-ban esett ki, azóta nem sikerült ismét feljutnia a másodosztályba.

## Jelenlegi keret
2018. augusztus 30-i állapotnak megfelelően.
| # |     | Poszt | Név               |
| - | --- | ----- | ----------------- |
|   | ESP | K     | Unai Etxeberria   |
|   | ESP | K     | Hodei Oleaga      |
|   | ESP | V     | Jesús Areso       |
|   | ESP | V     | Odei Arrieta      |
|   | ESP | V     | Iñigo Baqué       |
|   | ESP | V     | Julen Bernaola    |
|   | ESP | V     | Javier Murua      |
|   | ESP | V     | Aitor Paredes     |
|   | ESP | V     | Jon Rojo          |
|   | ESP | V     | Jon Sillero       |
|   | ESP | V     | Daniel Vivian     |
|   | ESP | KP    | Gaizka Larrazabal |
|   | ESP | KP    | Oier Luengo       |
|   | ESP | KP    | Iñigo Muñoz       |
|   | ESP | KP    | Peru Nolaskoain   |

| # |     | Poszt | Név                  |
| - | --- | ----- | -------------------- |
|   | ESP | KP    | Gorka Pérez          |
|   | ESP | KP    | Antonio Salado       |
|   | ESP | KP    | Víctor San Bartolomé |
|   | ESP | KP    | Oihan Sancet         |
|   | ESP | KP    | Aitor Seguín         |
|   | ESP | KP    | Unai Vencedor        |
|   | ESP | KP    | Oier Zarraga         |
|   | ESP | CS    | Asier Benito         |
|   | ESP | CS    | Asier Córdoba        |
|   | ESP | CS    | Jon Morcillo         |
|   | ESP | CS    | Jurgi Oteo           |
|   | ESP | CS    | Andoni Tascón        |
|   | ESP | CS    | Iñigo Vicente        |
|   | ESP | CS    | Asier Villalibre     |

## Statisztika
| Szezon  | Osztály    | Poz. | Copa del Rey |
| ------- | ---------- | ---- | ------------ |
| 1964/65 | Regionális | —    |              |
| 1965/66 | Regionális | —    |              |
| 1966/67 | 3ª         | 1.   |              |
| 1967/68 | 3ª         | 3.   |              |
| 1968/69 | 3ª         | 1.   |              |
| 1969/70 | 2ª         | 13.  |              |
| 1970/71 | 3ª         | 5.   |              |
| 1971/72 | 3ª         | 9.   |              |
| 1972/73 | 3ª         | 5.   |              |
| 1973/74 | 3ª         | 13.  |              |
| 1974/75 | 3ª         | 8.   |              |
| 1975/76 | 3ª         | 4.   |              |
| 1976/77 | 3ª         | 4.   |              |
| 1977/78 | 2ªB        | 5.   |              |
| 1978/79 | 2ªB        | 7.   |              |
| 1979/80 | 2ªB        | 12.  |              |
| 1980/81 | 2ªB        | 3.   |              |

| Szezon  | Osztály | Poz. | Copa del Rey |
| ------- | ------- | ---- | ------------ |
| 1981/82 | 2ªB     | 10.  |              |
| 1982/83 | 2ªB     | 1.   |              |
| 1983/84 | 2ª      | 2.   |              |
| 1984/85 | 2ª      | 15.  |              |
| 1985/86 | 2ª      | 7.   |              |
| 1986/87 | 2ª      | 6.   |              |
| 1987/88 | 2ª      | 17.  |              |
| 1988/89 | 2ªB     | 1.   |              |
| 1989/90 | 2ª      | 3.   |              |
| 1990/91 | 2ª      | 13.  |              |
| 1991/92 | 2ª      | 13.  |              |
| 1992/93 | 2ª      | 15.  |              |
| 1993/94 | 2ª      | 14.  |              |
| 1994/95 | 2ª      | 16.  |              |
| 1995/96 | 2ª      | 18.  |              |
| 1996/97 | 2ªB     | 12.  |              |
| 1997/98 | 2ªB     | 2.   |              |

| Szezon  | Osztály | Poz. | Copa del Rey |
| ------- | ------- | ---- | ------------ |
| 1998/99 | 2ªB     | 6.   |              |
| 1999/00 | 2ªB     | 8.   |              |
| 2000/01 | 2ªB     | 6.   |              |
| 2001/02 | 2ªB     | 6.   |              |
| 2002/03 | 2ªB     | 4.   |              |
| 2003/04 | 2ªB     | 11.  |              |
| 2004/05 | 2ªB     | 9.   |              |
| 2005/06 | 2ªB     | 6.   |              |
| 2006/07 | 2ªB     | 15.  |              |
| 2007/08 | 2ªB     | 15.  |              |
| 2008/09 | 2ªB     | 11.  |              |
| 2009/10 | 2ªB     | 15.  |              |
| 2010/11 | 2ªB     | —    |              |

## Ismertebb játékosok
| - José Ramón Alexanko - Rafael Alkorta - Fernando Amorebieta - Gaizka Garitano - Andoni Goikoetxea - Julen Guerrero | - José Ángel Iribar - Javier Iturriaga - Aitor Karanka - Julio Salinas - Francisco Yeste |

## Ismertebb vezetőedzők
- Javier Clemente
- Agustín Gaínza
- José Ángel Iribar
- Rafa Iriondo

## Fordítás
- Ez a szócikk részben vagy egészben  a   Bilbao Athletic című angol Wikipédia-szócikk fordításán alapul.  Az eredeti cikk szerkesztőit annak laptörténete sorolja fel. Ez a jelzés csupán a megfogalmazás eredetét és a szerzői jogokat jelzi, nem szolgál a cikkben szereplő információk forrásmegjelöléseként.
- Ez a szócikk részben vagy egészben  a   Bilbao Athletic című spanyol Wikipédia-szócikk fordításán alapul.  Az eredeti cikk szerkesztőit annak laptörténete sorolja fel. Ez a jelzés csupán a megfogalmazás eredetét és a szerzői jogokat jelzi, nem szolgál a cikkben szereplő információk forrásmegjelöléseként.